# Mirozynaza

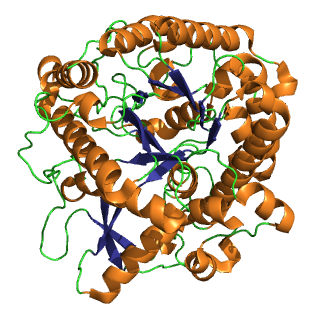
Struktura mirozynazy

Mirozynaza (β-tioglukozydaza, EC 3.2.3.1) – enzym katalizujący rozkład glukozynolanów, występujący w roślinach z rodziny kapustowatych (Brassicaceae). Enzym wraz z glukozynolanami tworzy mechanizm obronny chroniący rośliny przed patogenami i fitofagami.